# Sun Man (bádminton)
Sun Man (en chino: 孙曼; 23 de julio de 1968) es una deportista china que compitió en bádminton. Participó en los Juegos Olímpicos de Atlanta 1996, obteniendo una medalla de bronce en la prueba de dobles mixtos (junto con Liu Jianjun).

## Palmarés internacional
| Juegos Olímpicos | Juegos Olímpicos         | Juegos Olímpicos  | Juegos Olímpicos |
| Año              | Lugar                    | Medalla           | Prueba           |
| ---------------- | ------------------------ | ----------------- | ---------------- |
| 1996             | Atlanta (Estados Unidos) | Medalla de bronce | Dobles mixto     |